# Satellites naturels de Hauméa
Cet article court présente un sujet plus développé dans : (136108) Hauméa, Hiʻiaka (lune) et Namaka (lune).

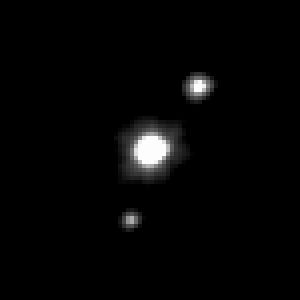
(136108) Hauméa et ses satellites photographiés par le téléscope spatial Hubble en septembre 2008.

La planète naine transneptunienne (136108) Hauméa possède deux satellites naturels nommés Hiʻiaka et Namaka.